# Thésée Pouillet
Pour les articles homonymes, voir Pouillet.
Thésée Pouillet (Arras, 15 février 1849 - Champigny-sur-Marne, 22 novembre 1923) est un médecin français spécialiste de la sexualité et notamment de l'onanisme. Il est anecdotiquement connu pour avoir préconisé la clitoridectomie.

## Ouvrages
- De l'onanisme chez l'homme : avec une introduction sur les abus génitaux, 1892[4].
- De l’onanisme chez la Femme, 1877[5]
- Des écoulements blennorrhagiques contagieux, aigus et chroniques de l'homme et de la femme., 1878